# Pierre Graff
Pour les articles homonymes, voir Graff.
Pierre Graff, né le 11 novembre 1947 à Paris, est un homme d'affaires français, président-directeur général de la société Aéroports de Paris de 2003 à 2012.

## Formation
- Lycée Buffon à Paris
- Ancien élève de l'École polytechnique (promotion X1968)
- Ingénieur des ponts et chaussées (1973)

## Carrière
En 1986, après plusieurs postes d’ingénieur dans des directions départementales de l’équipement, Pierre Graff est nommé comme conseiller technique du ministre de l’Équipement, Pierre Méhaignerie. De 1987 à 1990, il est désigné comme délégué interministériel à la sécurité routière.
De 1990 à 1993, il est désigné comme directeur général de la direction départementale de l'Équipement de l’Essonne. En 1993, il rejoint le ministère de l’Équipement en devenant directeur adjoint puis directeur de cabinet de Bernard Bosson. 
De 1995 à 2002, il est directeur général de l'Aviation civile. Le 7 décembre 1999, pendant son mandat, le siège de la DGAC (1995 - 1999), conçu par l'ingénieur Françoise Mahiou, est inauguré.
En 2002, il devient directeur de cabinet de Gilles de Robien, ministre de l’Équipement, des Transports, du Logement, du Tourisme et de la Mer. 
En 2003, il devient président du conseil d'administration, puis président-directeur général d'Aéroports de Paris. Son mandat a été renouvelé en 2009. À ce poste, Pierre Graff touche une rémunération annuelle de 600 000 euros en 2011. En juin 2012, il se déclare publiquement favorable à la proposition du nouveau gouvernement de François Hollande de limiter l'écart des rémunérations  de 1 à 20 dans les entreprises dans lesquelles l’État est majoritaire, malgré la baisse de 36 % de son revenu que cette nouvelle décision entraînerait. Il quitte ses fonctions le 11 novembre 2012 pour dépassement de l'âge limite (65 ans).

## Rémunération
En 2012, Pierre Graff a perçu une rémunération de 490 551 € (-20,5% vs 2011) dans le cadre de sa fonction de PDG de la société Aéroports de Paris. 

## Décorations
- Officier de l'ordre national du Mérite.
- Officier de la Légion d'honneur (16 novembre 2005)
- Commandeur de la Légion d'honneur (1er janvier 2012)[11].